# UEFA Nations League 2024-2025 (spareggi)
Questa voce raccoglie un approfondimento sulle gare degli spareggi dell'UEFA Nations League 2024-2025. Essi si disputano tra il 20 marzo 2025 e il 31 marzo 2026 e determinano quali squadre saranno promosse, retrocesse o rimarranno nelle rispettive leghe per l'edizione 2026-2027.

## Formato
Il 25 gennaio 2023 il Comitato Esecutivo UEFA ha confermato una modifica al formato per la UEFA Nations League 2024-2025 con l'inclusione degli spareggi. Oltre alla promozione e retrocessione automatiche decise durante la fase a gironi, gli spareggi determineranno la composizione finale delle leghe per la UEFA Nations League 2026-2027. Le partite si giocheranno in andata e ritorno nel marzo 2025 per le squadre delle leghe A e B, B e C, e nel marzo 2026 per le squadre delle leghe C e D, con le vincitrici che andranno nella lega superiore e le sconfitte nella lega inferiore dell'edizione successiva.
Le squadre terze classificate della Lega A affrontano le seconde classificate della Lega B (quattro spareggi a marzo 2025). Le squadre terze classificate della Lega B affrontano le seconde classificate della Lega C (quattro spareggi a marzo 2025). Le due squadre quarte classificate meglio classificate della Lega C affrontano le seconde classificate della Lega D (due spareggi a marzo 2026). Se una delle squadre che devono partecipare agli spareggi della Lega C-Lega D si qualifica per il secondo turno delle qualificazioni al campionato mondiale di calcio 2026 nel marzo 2026, gli spareggi della Lega C-Lega D non verranno giocati e tutte le squadre rimarranno nelle rispettive leghe.
In tutte le sfide di andata e ritorno, la squadra che segna più gol in totale è la vincitrice. Se il punteggio complessivo è pari, si giocano i tempi supplementari (la regola dei gol in trasferta non viene applicata). Se il punteggio rimane in parità dopo i tempi supplementari, vengono utilizzati i tiri di rigore per decidere il vincitore.

## Squadre qualificate
| Gruppo | Terze classificate |
| ------ | ------------------ |
| 1      | Scozia             |
| 2      | Belgio             |
| 3      | Ungheria           |
| 4      | Serbia             |

| Gruppo | Seconde classificate | Terze classificate |
| ------ | -------------------- | ------------------ |
| 1      | Ucraina              | Georgia            |
| 2      | Grecia               | Irlanda            |
| 3      | Austria              | Slovenia           |
| 4      | Turchia              | Islanda            |

| Gruppo | Seconde classificate | Quarte classificate (migliori due qualificate) |
| ------ | -------------------- | ---------------------------------------------- |
| 1      | Slovacchia           | —                                              |
| 2      | Kosovo               | —                                              |
| 3      | Bulgaria             | Lussemburgo                                    |
| 4      | Armenia              | Lettonia                                       |

| Gruppo | Seconde classificate |
| ------ | -------------------- |
| 1      | Gibilterra           |
| 2      | Malta                |

## Programma
Di seguito è riportato il programma degli spareggi della UEFA Nations League 2024-2025. Il sorteggio degli accoppiamenti si è tenuto il 22 novembre 2024 alle ore 12:00 CET a Nyon, in Svizzera. Le squadre delle leghe superiori sono teste di serie a giocano la gara di ritorno in casa, mentre le squadre delle leghe inferiori non sono teste di serie e giocano la gara d'andata in casa.
| Lega                                   | Turno   | Date          |
| -------------------------------------- | ------- | ------------- |
| Spareggi Lega A-Lega B e Lega B-Lega C | Andata  | 20 marzo 2025 |
| Spareggi Lega A-Lega B e Lega B-Lega C | Ritorno | 23 marzo 2025 |
| Spareggi Lega C-Lega D                 | Andata  | 26 marzo 2026 |
| Spareggi Lega C-Lega D                 | Ritorno | 31 marzo 2026 |

## Spareggi Lega A-Lega B
| Squadra  | Rank |
| -------- | ---- |
| Scozia   | 9    |
| Serbia   | 10   |
| Ungheria | 11   |
| Belgio   | 12   |

| Squadra | Rank |
| ------- | ---- |
| Grecia  | 21   |
| Austria | 22   |
| Turchia | 23   |
| Ucraina | 24   |

### Tabella riassuntiva
| Squadra 1 | Totale | Squadra 2 | Andata | Ritorno |
| --------- | ------ | --------- | ------ | ------- |
| Turchia   | 6 - 1  | Ungheria  | 3 - 1  | 3 - 0   |
| Ucraina   | 3 - 4  | Belgio    | 3 - 1  | 0 - 3   |
| Austria   | 1 - 3  | Serbia    | 1 - 1  | 0 - 2   |
| Grecia    | 3 - 1  | Scozia    | 0 - 1  | 3 - 0   |

### Risultati

#### Andata
| Arbitro: | Ivan Kružliak |

|                                     |           |             |
| Kökçü 9’ Aktürkoğlu 69’ Kahveci 73’ | Marcatori | 25’ Schäfer |

| Arbitro: | Sandro Schärer |

|                                     |           |            |
| Huculjak 66’ Vanat 73’ Zabarnyj 78’ | Marcatori | 40’ Lukaku |

| Arbitro: | João Pinheiro |

|                 |           |               |
| Gregoritsch 37’ | Marcatori | 61’ Samardžić |

| Arbitro: | Tobias Stieler |

|  |           |                      |
|  | Marcatori | 33’ (rig.) McTominay |

#### Ritorno
| Arbitro: | Felix Zwayer |

|  |           |                                              |
|  | Marcatori | 37’ (rig.) Çalhanoğlu 39’ Güler 90’ Bardakcı |

| Arbitro: | José María Sánchez Martínez |

|                                |           |  |
| N. Maksimović 56’ Vlahović 90’ | Marcatori |  |

| Arbitro: | Davide Massa |

|  |           |                                           |
|  | Marcatori | 20’ Kōnstantelias 42’ Karetsas 46’ Tzolīs |

| Arbitro: | Daniel Siebert |

|                               |           |  |
| De Cuyper 70’ Lukaku 75’, 86’ | Marcatori |  |

## Spareggi Lega B-Lega C
| Squadra  | Rank |
| -------- | ---- |
| Slovenia | 25   |
| Georgia  | 26   |
| Islanda  | 27   |
| Irlanda  | 28   |

| Squadra    | Rank |
| ---------- | ---- |
| Slovacchia | 37   |
| Kosovo     | 38   |
| Bulgaria   | 39   |
| Armenia    | 40   |

### Tabella riassuntiva
| Squadra 1  | Totale | Squadra 2 | Andata | Ritorno     |
| ---------- | ------ | --------- | ------ | ----------- |
| Kosovo     | 5 - 2  | Islanda   | 2 - 1  | 3 - 1       |
| Bulgaria   | 2 - 4  | Irlanda   | 1 - 2  | 1 - 2       |
| Armenia    | 1 - 9  | Georgia   | 0 - 3  | 1 - 6       |
| Slovacchia | 0 - 1  | Slovenia  | 0 - 0  | 0 - 1 (dts) |

### Risultati

#### Andata
| Arbitro: | Radu Petrescu |

|  |           |                                       |
|  | Marcatori | 32’ Kochorashvili 37’, 59’ Mikautadze |

| Arbitro: | Serdar Gözübüyük |

|                           |           |               |
| Dellova 19’ Rexhbeçaj 58’ | Marcatori | 22’ Óskarsson |

| Arbitro: | Benoît Bastien |

|              |           |                      |
| M. Petkov 6’ | Marcatori | 21’ Azaz 42’ Doherty |

| Bratislava 20 marzo 2025, ore 20:45 UTC+1 | Slovacchia       | 0 – 0 referto | Slovenia | Tehelné pole (12 545 spett.)\| Arbitro: \| Maurizio Mariani \| |
| Arbitro:                                  | Maurizio Mariani |               |          |                                                                |

#### Ritorno
| Arbitro: | Anthony Taylor |

|                                                                                            |           |              |
| Haroyan 4’ (aut.) Mikautadze 14’, 35’ Chakvetadze 23’ K'it'eishvili 27’ K'varatskhelia 62’ | Marcatori | 48’ Sevikyan |

| Arbitro: | Jesús Gil Manzano |

|              |           |                        |
| Óskarsson 2’ | Marcatori | 35’, 45+3’, 79’ Muriqi |

| Arbitro: | István Kovács |

|                  |           |  |
| Gnezda Čerin 95’ | Marcatori |  |

| Arbitro: | Halil Umut Meler |

|                       |           |           |
| Ferguson 63’ Idah 84’ | Marcatori | 30’ Antov |

## Spareggi Lega C-Lega D
| Squadra     | Rank |
| ----------- | ---- |
| Lettonia    | 45   |
| Lussemburgo | 46   |

| Squadra    | Rank |
| ---------- | ---- |
| Malta      | 51   |
| Gibilterra | 52   |

### Tabella riassuntiva
| Squadra 1  | Totale | Squadra 2   | Andata | Ritorno |
| ---------- | ------ | ----------- | ------ | ------- |
| Gibilterra | -      | Lettonia    | -      | -       |
| Malta      | -      | Lussemburgo | -      | -       |

### Risultati

#### Andata
| 26 marzo 2026, ore 18:00 UTC+1 | Gibilterra | – referto | Lettonia |  |

| Ta' Qali 26 marzo 2026, ore 18:00 UTC+1 | Malta | – referto | Lussemburgo | Stadio di Ta' Qali |

#### Ritorno
| Riga 31 marzo 2026, ore 18:00 UTC+2 | Lettonia | – (tot.: -) referto | Gibilterra | Stadio Skonto |

| Lussemburgo 31 marzo 2026, ore 18:00 UTC+2 | Lussemburgo | – (tot.: -) referto | Malta | Stadio di Lussemburgo |

## Statistiche

### Classifica marcatori
Aggiornata al 23 marzo 2025.
4 reti
- Georges Mikautadze

3 reti
- Romelu Lukaku

- Vedat Muriqi

2 reti
- Orri Óskarsson

1 rete
- Ėdgar Sevikjan
- Michael Gregoritsch
- Maxim De Cuyper
- Valentin Antov
- Marin Petkov
- Giorgi Chakvetadze
- Otar K'it'eishvili
- Giorgi Kochorashvili
- Khvicha K'varatskhelia
- Kōnstantinos Karetsas
- Giannīs Kōnstantelias

- Chrīstos Tzolīs
- András Schäfer
- Lumbardh Dellova
- Elvis Rexhbeçaj
- Finn Azaz
- Matt Doherty
- Lewis Ferguson
- Adam Idah
- Scott McTominay (1 rig.)
- Nemanja Maksimović
- Lazar Samardžić

- Dušan Vlahović
- Adam Gnezda Čerin
- Kerem Aktürkoğlu
- Abdülkerim Bardakcı
- Hakan Çalhanoğlu (1 rig.)
- Arda Güler
- İrfan Kahveci
- Orkun Kökçü
- Oleksij Huculjak
- Vladyslav Vanat
- Illja Zabarnyj

Autoreti
- Varazdat Haroyan (1, pro  Georgia)